# Фуников, Егор Иванович
Егор Иванович Фуников (1739—1822) — участник русско-турецкой войны 1787—1799 гг., один из руководителей инженерных войск российской армии, инженер-генерал.

## Биография
Происходил из старинного дворянского рода Новгородской губернии.
На военную службу вступил в 1751 году в Инженерную школу, по окончании которой служил в инженерных войсках. В 1770-е — 1790-е годы значился по спискам Инженерного корпуса: на 1777 год состоял в чине майора, на 1779—1780 годы служил в Фридрихсгаме, на 1781—1784 годы — в Выборге, где получил чин подполковника, на 1785—1787 годы находился в Риге, получив в это время чин полковника, в 1788 году — в Киеве. В 1788 году произведён в генерал-майоры.
Во время Русско-турецкой войны 1787—1791 годов был направлен в Екатеринославскую армию под командованием генерал-фельдмаршала Г. А. Потёмкина, принимал участие в осаде Очакова. Затем вернулся на службу в Киев, в 1792—1794 годах вновь находился в Риге, затем был переведён в Нарву. 1 января 1795 года произведён в генерал-поручики.
В царствование Павла I Фуников 14 сентября 1798 года был произведён в инженер-генералы, став вторым военачальником (после М. А. Фемерса), получившим этот чин со времени введения в 1796 годов чинов полных генералов по родам войск. В 1799 году уволен от службы.
После отставки прожил свыше 20 лет в своём имении в Новгородской губернии. Скончался 6 мая 1822 года на 84-м году жизни. Похоронен в погосте Рютино Валдайского уезда Новгородской губернии (могила с надписью на надгробной плите: «Здесь погребён почтеннейший господин генерал инженер Егор Иванович Фуников, скончавшийся 1822 году мая 6 числа от рождения своего на 84 году» сохранилась до настоящего времени).

## Награды
За свою службу имел следующие награды:
- Орден Святого Георгия 4-й степени (26 ноября 1784 года, за выслугу 25 лет в офицерских чинах, № 397 по списку Степанова и Григоровича)[2][3]
- Орден Святого Владимира 3-й степени (1786 год)[4]
- Орден Святого Владимира 2-й степени (11 августа 1789 года)
- Орден Святой Анны 1-й степени (18 января 1799 года)